# باربارا پیتن
باربارا پِیتن (انگلیسی: Barbara Payton; ۱۶ نوامبر ۱۹۲۷ – ۸ مهٔ ۱۹۶۷) هنرپیشه اهل ایالات متحده آمریکا بود که به خاطر زندگی پرتلاطم کوتاه و روابط و ازدواجهای متعددش مشهور است. زندگی او دستمایهٔ چندین کتاب قرار گرفته‌است. از فیلم‌هایش در مقام بازیگر می‌توان دالاس (۱۹۵۰) و مثلت چهارضلعی (۱۹۵۳) را نام برد.